# 霍州
霍州（かくしゅう）は、中国にかつて存在した州。
南北朝時代、南朝梁により設置された。『隋書』地理志には北斉により廃止されたとあるが、『北斉書』等にその地名が使用されていることより隋初に廃止されたものと推察されている。

## 下部行政区画
- 岳安郡
  - 岳安県
  - 開化県
- 北沛郡
  - 新蔡県
- 安豊郡
  - 安豊県
  - 松滋県